# Burgstall Schloss Pank
Der Burgstall Schloss Pank, auch Burg Plank genannt, ist eine abgegangene mittelalterliche Wasserburg im Bereich Vorderer Schlossberg in der Gemarkung Seitenbuch bei Oberrimbach, einem Gemeindeteil des Marktes Burghaslach im Landkreis Neustadt an der Aisch-Bad Windsheim in Bayern. Die Burganlage war Sitz einer Vogtei und wird seit 1488 als wüst genannt.
Plank wird 1341 als Lehen des Klosters Michelsberg an die Herren von Vestenberg erwähnt. Zur Vogtei gehörten damals die Orte Plank (6 Güter), Seitenbuch, Appenbach, Appelsdorf, Kirchrimbach, Dutendorf, Bindersdorf, Hermersdorf und Kienfeld. Plank bestand daher sowohl aus der Burganlage, als auch aus einer kleinen Ortschaft. Das schon 1488 als wüst genannte Plank empfängt 1489 Eucharius von Vestenberg mit der Zusage 6 Huben wieder zu errichten. Plank blieb jedoch dauerhaft wüst und wird in Folge nur noch im Zusammenhang mit Grundstücken und Bewirtschaftung erwähnt. Auch der Flurname „Schlossbrunnen“ taucht in diesen Zeiten auf. 1687 fällt das Lehen Plank mit dem Aussterben der Vestenberger an Castell. Um die Umstände des Übergangs führte das Kloster Michelsberg als ursprünglicher Lehnsgeber 1700–1711 einen Prozess vor dem Reichskammergericht.
Von der ehemaligen Burganlage ist der Burgbrunnen, eine steingefasste Quelle, die den Wassergraben speiste, erhalten. Der Graben ist noch wasserführend und erlaubt es, die Ausmaße der Anlage einzuschätzen. Plank wird vom Bayerischen Landesamt für Denkmalpflege als Bodendenkmal unter der Nummer D-5-6228-0001 geführt. Der Schlossbrunnen als Baudenkmal unter der Nummer D-5-75-116-43.